# 출발 새아침
《황보선의 출발 새아침》은 YTN NEWS FM(FM 94.5㎒)에서 평일 아침 7시 20분부터 오전 9시까지 방송된 출근길 라디오 아침 정보 프로그램이다. 2022년 4월 1일 자로 14년만에 폐지되었다.

## 진행자
- 황보선 (YTN 라디오 센터장)

## 역대 진행자
- 강성옥 (YTN 기자) 2008. 5.1.~
- 최수호 (YTN 해설위원) 2010. 4.12.~
- 강지원 (변호사) 2010. 11.29.~
- 김갑수 (문화평론가) 2012. 4.23.~
- 전원책 (변호사) 2013. 3.25.~
- 신율 (명지대학교 명예교수) 2014. 4.28.~
- 백병규 2018. 3.2.~
- 김호성 (YTN 해설위원) 2018. 4.30.~
- 노영희 (변호사) 2019. 7.22.
- 황보선 (YTN 라디오 센터장) 2020. 7. 15.~

## 역대 방송시간
| 방송 채널   | 방송 기간                           | 방송 시간                  | 방송 분량 |
| ----------- | ----------------------------------- | -------------------------- | --------- |
| YTN NEWS FM | 2008년 5월 1일 ~ 2009년 5월 22일    | 평일 아침 6:00 ~ 8:00      | 120분     |
| YTN NEWS FM | 2009년 5월 25일 ~ 2009년 11월 20일  | 평일 아침 6:10 ~ 8:00      | 110분     |
| YTN NEWS FM | 2009년 11월 23일 ~ 2012년 4월 20일  | 평일 오전 7:00 ~ 오전 9:00 | 120분     |
| YTN NEWS FM | 2012년 4월 23일 ~ 2013년 7월 26일   | 평일 아침 7:10 ~ 오전 9:00 | 110분     |
| YTN NEWS FM | 2013년 7월 29일 ~ 2013년 9월 13일   | 평일 아침 7:20 ~ 오전 9:00 | 100분     |
| YTN NEWS FM | 2013년 9월 16일 ~ 2014년 10월 24일  | 평일 아침 7:10 ~ 오전 9:00 | 100분     |
| YTN NEWS FM | 2014년 10월 27일 ~ 2019년 11월 29일 | 평일 아침 7:15 ~ 오전 9:00 | 105분     |
| YTN NEWS FM | 2019년 12월 2일 ~ 2020년 10월 16일  | 평일 아침 7:00 ~ 오전 9:00 | 120분     |
| YTN NEWS FM | 2020년 10월 19일 ~ 2022년 4월 1일   | 평일 아침 7:20 ~ 오전 9:00 | 100분     |

## 같이 보기
- YTN NEWS FM